# Gallipolihalvön

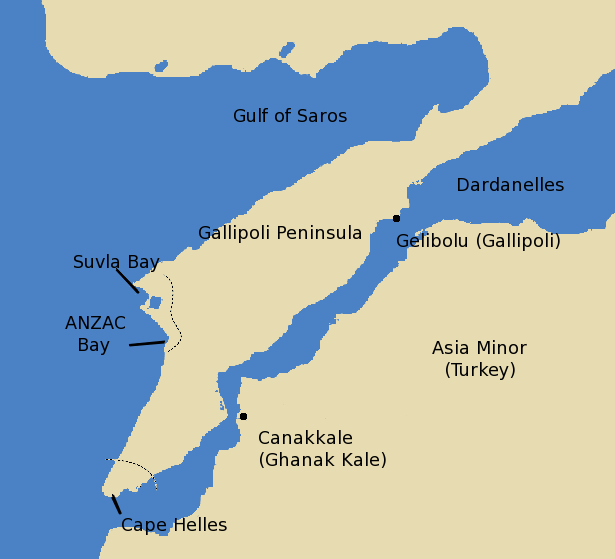
Karta.

Gallipoli (av det antika grekiska Kallipolis; på modern turkiska Gelibolu Yarımadası; grekiska: Thrakiska Chersonesos) är en långsmal halvö, belägen mellan Dardanellerna i öst och Sarosbukten av Egeiska havet i väst, som utgör den sydliga spetsen av den europeiska delen av Turkiet. På halvöns östra sida ligger staden Gallipoli från vilken halvön fått sitt namn. 
Gallipoli erövrades av romarna år 133 f.Kr. Gallipoli blev osmanernas första befästning i Europa år 1354. År 1915 stod där som ett led i första världskriget slaget vid Gallipoli mellan Osmanska riket och Ententen, vilket osmanerna under Mustafa Kemal vann, men till kostnad av stora förluster.